# Emilio Comte
Emilio Comte ( Argentina,  15 de enero de 1941 ) es un actor de cine, radio, televisión y teatro.
Se casó el 24 de noviembre de 1962 con Silvia Merlino a quien había conocido en  Tovarich, una de las obras del Teatro del sábado y fue su compañera de trabajo en La familia Falcón, con la que  tuvieron cuatro hijos: Gabriela, Karina, Luciano y Patricio. Silvia Merlino falleció el 27 de junio de 2007.

## Carrera actoral

### Teatro
Se inició en la actuación en el Conjunto Infantil Juancho y en 1947 debutó en teatro en la obra Arrabal de Carriego. 
Luego acompañó a Rosa Rosen en dos obras: La mujer del domingo y ¿Por qué tan violento?.
En la temporada de 2013 trabajó como intérprete y director en la obra Paula y los Leones en Mar del Plata, ciudad en la cual Emilio Comte, es desde hace más de diez años el secretario general de la filial de la Asociación Argentina de Actores.

### Televisión
En televisión trabajó en el programa de Canal 7 El cuadro de mi familia  y adquirió popularidad como parte del elenco inicial de La Familia Falcón desde 1962 a 1969, donde tenía el papel de uno de los hijos. Recibió el Premio Martín Fierro al artista revelación en 1961 por su participación en ese programa, también intervino en el programa Las comedias de Darío Vittori.

### Cine
La primera película de la que participó fue Prohibido para menores (1956) junto a la joven actriz Diana Myriam Jones, dirigidos por Ignacio Tankel y unos años después fue el hermano del personaje interpretado por Gilda Lousek en Sábado a la noche, cine (1960). Más adelante participó en varias comedias dirigidas por Enrique Carreras.

### Radiotelefonía
Fue la voz de "Cachito", el personaje infantil del popular programa de radio Los Pérez García. Más adelante, en 1957 trabajó en la comedia ¡Son cosas de esta vida! que, al igual que el anterior, se transmitía por Radio El Mundo.

## Filmografía
Actor
- Un loco en acción   (1983)… Asistente
- Vivir con alegría (1979) …Federico
- La sonrisa de mamá  (1972) …Amigo de Julio
- Aquellos años locos  (1971)
- ¡Qué noche de casamiento!  (1969)
- María M.   (1964)
- Sábado a la noche, cine  (1960)
- Prohibido para menores  (1956)

## Televisión
- Los simuladores (Serie) (2002)
- La nocturna (Serie) (1998)
- Hombre de mar  (Serie) (1997)
- Como pan caliente  (Serie) (1996-1997) …Arnoldo
- Poliladron (Serie) (1995)
- Micaela (Serie) (1992) …Octavio
- Buenos Aires háblame de amor (Serie) (1991) …Homero
- Amigos son los amigos (Serie) (1990) ...Cardenas
- Mujer comprada (Serie) (1986) …Cosme
- El pulpo negro (Miniserie) (1985) …Víctor
- El camionero y la dama (Serie) (1985)…Luis
- Pobre Clara (Serie) (1984) …Roberto
- Me llaman pelusa (telenovela) (1981)
- El Rafa (Serie) (1981) …Rodolfo
- Esta puede ser su historia  (1980)
- Novia de vacaciones (Serie) (1979) …Ernesto
- Andrea Celeste (Serie) (1979)
- Vivir con alegría (Serie) (1979)
- El amor tiene cara de mujer  (Serie) (1976)
- Nino, las cosas simples de la vida (Serie) (1971) …Julito
- Alta comedia  (Serie) (1971) 
  - El gorro de cascabeles (1971)
- La familia Falcón  (Serie) (1962-1969) …Emilio

## Teatro
- HOY RADIOTEATRO: Esperando la carroza  (Director)
- HOY RADIOTEATRO: Miguitas en la cama  (Director)
- Paula y los Leones  (Actor)
- Fuenteovejuna  (Actor)
- Made in Lanús  (Actor)
- El bicho bajo la lupa  (Director)
- Orquesta de Señoritas  (Actor)